# Aldo Berardi
Aldo Berardi OSsT (Longeville-lès-Metz, 30 de setembro de 1963) é religioso francês da Igreja Católica Romana afiliado à Ordem da Santíssima Trindade, da qual é vigário-geral desde 2019. Em 2023, foi nomeado vigário apostólico da Arábia do Norte.

## Biografia
Nasceu em Longeville-lès-Metz, França. Após completar o primeiro ciclo de estudos filosóficos no Seminário Maior de Villers-lès-Nancy, e após uma experiência missionária em Madagascar, ingressou na Ordem da Santíssima Trindade para a Redenção dos Cativos em Cerfroid, França.
Ele completou o segundo ciclo de estudos em teologia no Seminário Maior de Montreal, Quebéc, Canadá, e posteriormente obteve uma licenciatura em teologia moral na Academia Alfonsiana em Roma. Emitiu os votos religiosos em Roma em 17 de dezembro de 1990 e foi ordenado sacerdote em Ars-sur-Moselle, França, em 20 de julho de 1991.
Após a ordenação, serviu primeiro na Cáritas em Roma (1990-1992) e como diretor de um centro de recepção, formação e retiro em Cerfroid, França, vigário paroquial e capelão para escoteiros, Ação Católica e numa prisão psiquiátrica (1992-1998). Ele continuou sua formação em psiquiatria com o Chrétiens en Santé Mentale em Paris, França (1995-1997), e estudou árabe e islamologia na Escola Dar Comboni no Cairo, Egito (1998-2000).
Ele passou a atuar como diretor do Centro Santa Bakhita para refugiados sudaneses no Cairo, Egito (2000-2006); e capelão dos expatriados do Vicariato Apostólico da Arábia na Paróquia do Sagrado Coração de Bahrein (2007-2010). Em 2008, ele recebeu uma licenciatura em ciências da linguagem pela Open Arab University em Manama, Bahrein.
Foi conselheiro provincial de 2009 a 2012, e depois continuou sua formação em teologia prática na Universidade Laval de Québéc, Canadá (2012-2020). Em seguida, ocupou os cargos de pároco de Santo Aretas e seus Companheiros Mártires no Vicariato Apostólico da Arábia Setentrional (2011-2019) e, desde 2019, vigário-geral da Ordem da Santíssima Trindade para a Redenção dos Cativos, presidente da secretariado geral de formação e representante legal da Cúria Geral em Roma.
Em 28 de janeiro de 2023, o Papa Francisco o nomeou vigário apostólico da Arábia do Norte. O Vicariato Apostólico da Arábia Setentrional foi criado em 31 de maio de 2011, em virtude do decreto Bonum animarum da Congregação para a Evangelização dos Povos, a partir do antigo Vicariato Apostólico da Arábia (que passou a ser então da Arábia Meridional), e estende sua jurisdição sobre os fiéis católicos do Bahrein, Kuwait, Qatar e Arábia Saudita. Sua sede é na cidade de Awali, Bahrein, onde se encontra a Catedral de Nossa Senhora da Arábia. O cargo estava vago desde abril de 2020, após a morte do bispo Dom Camillo Ballin, MCCJ, e, desde 13 de maio de 2020, o bispo Dom Frei Paul Hinder, OFMCap, vigário apostólico emérito da Arábia do Sul, serve como seu administrador apostólico.
A ordenação episcopal e instalação de Dom Aldo aconteceu em 18 de março de 2023, na Catedral de Nossa Senhora da Arábia. O principal consagrante foi Dom Miguel Ángel Ayuso Guixot, MCCJ, cardeal presidente do Dicastério para o Diálogo Inter-Religioso, auxiliado por Dom Eugene Martin Nugent, núncio apostólico no Bahrein, Kuwait e Catar, e por Dom Frei Paul Hinder, OFMCap, administrador apostólico.